# Йохан Байер
Йохан Байер (на немски: Johann Bayer) (1572 – 7 март 1625) е германски адвокат и уранограф (небесен картограф). Той е роден в Райн, Долна Бавария през 1572 г. През 1592 г., 20-годишен, той започва обучението си по философия и право в университета в Инголщат, след което се премества в Аугсбург, за да започне работа като адвокат. Става юридически съветник към градски съвет през 1612 г.
Байер се интересувал извън работата си и от археология и математика. Известен е най-вече с работата си в областта на астрономията; особено за своята работа по определяне на позициите на обекти върху небесната сфера. Той остана неженен и умира през 1625 г. .
Байер е известен със своя звезден атлас Uranometria Omnium Asterismorum („Уранометрия на всички съзвездия“), публикуван за първи път през 1603 г. в Аугсбург и посветен на двама видни местни граждани. Това е първият атлас, който покрива цялата небесна сфера. Основава се на работата на Тихо Брахе, но е леко заимстван от излезлия през 1540 г. звезден атлас на Алесандро Пиколомини De Le Stelle fisse („От неподвижните звезди“). Към него Байер добавя 1000 допълнителни звезди. С атласа Уранометрия Байер въвежда нова система на именуване на звездите известна като Обозначения на Байер. Атласът на Байер включва и дванадесет нови съзвездия открити няколко години по-рано, за да запълни в южната част на нощното небе, което е било известно на Древна Гърция и Рим.
Кратерът Байер на Луната е кръстен на него.